# Jason O’Leary
Jason O’Leary (* 17. August 1978 in Fredericton, New Brunswick) ist ein kanadischer Eishockeytrainer, der seit Mai 2025 bei den Odense Bulldogs in der Metal Ligaen unter Vertrag steht. Zuvor trainierte er unter anderem bereits die Iserlohn Roosters aus der Deutschen Eishockey Liga (DEL) und die SCL Tigers aus der National League.

## Karriere
O’Leary spielte und studierte an der St. Thomas University in Fredericton. Nach dem Studium arbeitete er zunächst in Calgary, dann in der kanadischen Provinz British Columbia als Englischlehrer und trainierte jeweils die Eishockeymannschaften an den Schulen, an denen er eine Stelle hatte. Zudem arbeitete er für Hockey Canada im U16- und U17-Bereich. 2009 wurde er Cheftrainer einer Eishockey-Akademie im österreichischen St. Pölten, einem Ableger der kanadischen Okanagan School. O’Leary war in dieser Zeit zudem Cheftrainer der österreichischen U18- und U20-Nationalmannschaft.
Zur Saison 2013/14 wurde er Assistenztrainer beim SC Langenthal in der Schweizer National League B (NLB). Nach dem Rücktritt von Olivier Horak im Dezember 2014 übernahm O’Leary beim SCL zunächst interimistisch und dann fest das Amt des Cheftrainers. In der Saison 2016/17 führte er den SCL zum Gewinn des NLB-Meistertitels, den Aufstieg verpasste seine Mannschaft aber in der Liga-Qualifikation gegen den HC Ambrì-Piotta (0:4-Siege). Nachdem er sich mit dem SCL nicht auf eine Vertragsverlängerung einigen konnte, wechselte er zur Saison 2017/18 zum Genève-Servette HC in die National League A (NLA) und wurde dort als Assistenztrainer Mitglied des Stabes. Ende Mai 2018 wurde er als Cheftrainer der Nachwuchsfördermannschaft des EV Zug, der EVZ Academy, in der Swiss League vorgestellt.
Zur Saison 2019/20 wechselte O’Leary als Cheftrainer zu den Iserlohn Roosters in die Deutsche Eishockey Liga (DEL). Mitte Februar 2021 wurde er als neuer Cheftrainer der SCL Tigers für die Saison 2021/22 vorgestellt. Seine Amtszeit in Iserlohn endete am 24. Februar 2021, als er in Folge von sieben Niederlagen aus den vorangegangenen neun Partien entlassen und von Brad Tapper abgelöst wurde. In Langnau jedoch wurde der Kanadier bereits im Januar 2022 entlassen und durch seinen Landsmann Yves Sarault ersetzt. Im Dezember 2022 wurde O’Leary als neuer Trainer der Ducs d’Angers aus der französischen Ligue Magnus vermeldet. Mit Angers stand er im Januar 2023 im Endturnier des Continental Cups, dieses schloss man als Zweiter ab.
Nach zwei Jahren in Frankreich war in der Saison 2024/25 der HK Spišská Nová Ves seine nächste Station. In die Spielzeit 2025/26 geht er als Chefcoach der Odense Bulldogs in der Metal Ligaen.

## Erfolge und Auszeichnungen
- 2017 Meister der National League B mit dem SC Langenthal